# 나카무라 쇼고
나카무라 쇼고(일본어: 中村 奨吾, 1992년 5월 28일 ~ )는 일본의 프로 야구 선수이며, 현재 퍼시픽 리그인 지바 롯데 마린스의 소속 선수(내야수)이다. 효고현 미키시 출신이다.

## 인물

### 프로 입단 전
미키 시립 미나기다이 초등학교 2학년 때 ‘미타 리틀’이라는 리틀 야구팀에서 야구를 시작했고 미키 시립 요카와 중학교에서는 소년 야구팀 ‘미타 영’에 소속돼 있었다. 덴리 고등학교에서는 1학년 때 외야수로서 벤치에 들어갔다. 2학년 때 하계 고시엔 전국 대회(제91회 전국 고등학교 야구 선수권 대회)의 1차전에서 3번·중견수, 2차전에서는 3번·좌익수로서 선발 출전해 총 7타수 5안타 3타점, 타율 0.714의 성적을 남겼다. 3학년 때인 춘계 선발 고등학교 야구 대회(제82회 선발 고등학교 야구 대회)에서는 1차전에서 3번·중견수로서 선발 출전했지만 무안타에 그치면서 팀도 패했다. 하계 고시엔 전국 대회(제92회 전국 고등학교 야구 선수권 대회) 1차전에서는 3번·3루수로서 출전해 3타수 1안타 1타점을 기록했지만 팀은 야마다 데쓰토, 사카모토 세이시로가 소속된 리세이샤 고등학교에게 패했다. 고등학교 1년 선배로는 니시우라 나오미치가 있다.
와세다 대학에서는 1학년 때 춘계 리그전에 첫 출전했는데 2학년 봄에 그때까지의 좌익수에서 2루수로 전향했다. 3학년 때 7월에 개최된 제39회 미일 대학 야구 선수권 대회의 일본 대표팀 선수로 발탁돼 전 경기에서 5번·중견수로 선발 출전하여 4차전에서는 3루타, 5차전에서는 선제 적시타와 솔로 홈런을 날리는 등의 활약을 보였다. 대회 통산 타율은 0.438이었다. 4학년 때에는 팀의 주장을 맡았고 7월에는 제27회 하를럼 베이스볼 위크의 일본 대표팀 선수로 발탁돼 전 경기에서 4번 타자의 자리를 차지(중견수, 또는 지명타자)하여 2차전과 5차전에서 적시타를 날렸다. 대학 4년 간의 리그 통산 성적은 82경기에 출전하여 321타수 94안타 46타점, 홈런 11개, 도루 18개, 타율 0.293을 기록했고 더욱이 2 ~ 4학년 때 각각 추계 리그에서 도쿄 6대학 야구 리그의 베스트 나인을 수상했다(모두 2루수 부문).
2014년 10월 23일에 열린 프로 야구 드래프트 회의에서 지바 롯데 마린스로부터 1순위 지명을 받았고 계약금 1억 엔의 성과급 지급 5,000만 엔, 연봉 1,500만 엔(금액은 추정치)에 계약을 맺고 입단했다. 등번호는 23번으로 정했다. 이듬해 2015년 3월 25일, 와세다 대학 졸업식 당일에 개막전 엔트리 명단에 올라와 있어서 개막전을 치르는 후쿠오카로 이동했기 때문에 졸업식에는 불참했다. 와세다 대학 동기였던 아리하라 고헤이도 역시 1순위로 지명돼 홋카이도 닛폰햄 파이터스에 입단했다.

### 프로 입단 후

#### 2015년

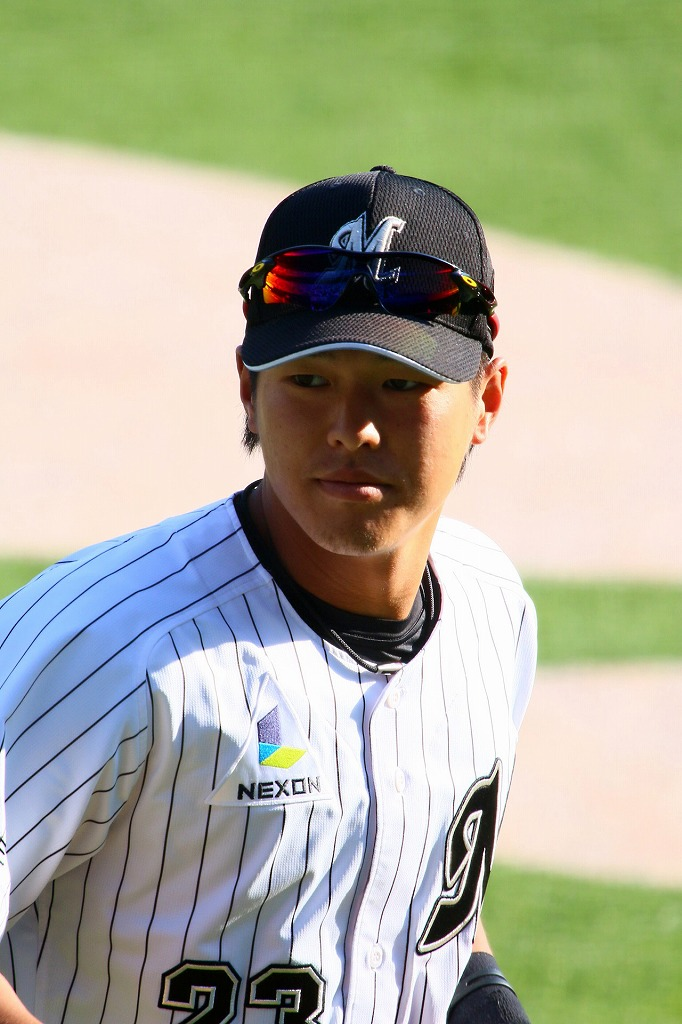
2015년 촬영

그해 시즌 개막을 1군에서 맞이했고 3월 29일 후쿠오카 소프트뱅크 호크스전에서는 대주자로서 데뷔 첫 출전을 이뤘다. 4월 2일 홋카이도 닛폰햄 파이터스전에서는 대타로 출전해 첫 타석에서 헛스윙 삼진을 당했다. 같은 달 8일에 오릭스 버펄로스전에서는 9번 타자 겸 2루수로 첫 선발 출전해 두 번째 타석에서 데뷔 첫 안타를 날렸다. 12일 사이타마 세이부 라이온스전에서는 대주자로 경기 도중에 출전한 이후로 돌아온 타석에서 적시타를 날리는 등 데뷔 첫 타점을 기록하였고 1번 타자 겸 3루수로서 선발 출전한 30일 세이부전에서는 첫 번째 타석에서 데뷔 첫 홈런을 날렸다. 신인 선수의 프로 데뷔 첫 홈런이 그것도 첫회에 선두 타자로서 홈런을 때려낸 것은 1998년에 쓰보이 도모치카가 기록한 이래였으며 일본 야구계에서는 6번째이자 퍼시픽 리그에서는 4번째, 지바 롯데 선수로서는 처음이다. 시즌 전반기에는 선발 출장과 경기 도중에 출전하는 일이 반복됐지만 7월 15일 오릭스전(교세라 돔 오사카) 이후로는 주전 3루수 자리를 차지했다(최근의 경기에서 이마에 도시아키가 몸에 맞는 공으로 왼손이 골절되는 부상의 영향으로 이마에가 복귀한 이후에는 2루수로 기용됐다). 타격면에서는 7월의 한 시기를 제외하고 타율이 2할 5푼을 밑도는 상황이 이어졌지만 클린업 타선을 제외한 6번째의 타순으로 출전했다. 수비면에서는 2루수, 3루수, 유격수, 좌익수, 중견수 등 5개의 포지션으로 출전했고 최종적으로는 111경기에 출전하여 타율 0.230, 5홈런, 21타점, 4도루를 기록했다.

#### 2016년
전년도에 주전 3루수였던 이마에가 라쿠텐으로, 주전 2루수였던 루이스 크루즈가 요미우리로 이적하면서 새로운 외국인 선수 야마이코 나바로가 불미스런 사건으로 1개월 간의 출장 정지 처분을 받은 것을 계기로 3월 25일에 열린 닛폰햄과의 개막전(QVC 마린)에 9번 타자 겸 2루수로서 출전하여 데뷔 첫 개막전에 선발 출전했다. 나바로가 복귀하자마자 3루수로서의 출전을 계속했는데 5월 5일 라쿠텐전(라쿠텐 kobo 스타디움 미야기)에서는 4안타 6출루 3타점으로 맹활약했지만 다음날 6일부터 약 한 달 동안에는 55타수 4안타, 타율 0.073을 기록할 정도로 타격면에서 점차 컨디션이 떨어지자, 수비면에서도 실책을 연발하는 등 교류전 기간 중이던 6월 8일에 데뷔 후 처음으로 2군으로 내려갔다. 열흘 만에 1군에 복귀했지만 8월 4일에 다시 2군으로 내려갔다. 같은 달 19일에 다시 복귀했는데 이후에도 타격의 상태가 좀처럼 오르지 않아 슬럼프에 시달렸지만 9월 24일 오릭스전(QVC 마린필드)에서는 9회에 동점 홈런을 때려냈고(그 후 팀은 끝내기 승리를 거둬 클라이맥스 시리즈 진출을 결정지었다) 9월 26일 소프트뱅크전에서도 8회에 동점 홈런을 날리는 활약을 보여 팀의 구세주 역할을 했다. 정규 시즌 최종전인 10월 5일 라쿠텐전(QVC 마린필드)에서도 적시 2루타를 포함한 2안타를 날리는 등의 강한 면모를 보였다. 클라이맥스 시리즈에서는 두 경기 모두 9번 타자 겸 3루수로 출전했다.
타격면에서는 7월 하순을 마지막으로 타율 2할 1푼을 밑도는 상황이 이어졌지만 1번, 2번, 7번, 8번, 9번 등 5개의 타순에서 출전했다. 수비면에서는 2루수(32경기), 3루수(50경기)로도 선발 기용됐고 최종적으로는 108경기(그중 선발 출장은 82경기)에 출전해 타율 0.201, 6홈런, 25타점, 4도루를 기록하여 기대에 부응했다고 표현하기가 어려운 타격 성적을 남겼다. 11월 25일에는 연봉 3,200만 엔(700만 엔 상승, 추정치)으로 재계약을 맺었고 더 나아가 계약 석상에서 등번호를 ‘8’번으로 변경한다는 내용의 보도 자료가 나왔다. 아리토 미치요나 이마에 도시아키 등이 착용했던 번호이며 지바 롯데에 있어서는 ‘특별한 등번호’로 취급하고 있다. 등번호 ‘8’번을 부여한 이유에 대해 구단측은 ‘(등번호는)기대하는 마음을 담았고, 숫자로 보여지지 않는 부분에서 공헌도가 매우 큰 선수이다. 어찌됐든 주전 선수가 돼서 중심 선수로서 팀의 얼굴이 됐으면 한다’라고 밝혔다.

#### 2017년
스즈키 다이치를 2루수로 변경할 방침에 따라 나카무라는 주전 유격수 자리를 놓고 경쟁하는 입장에서 스프링 캠프를 맞이하게 됐다. 3월 31일에 열린 개막전에서는 9번 타자 겸 유격수로서 3년 연속 개막전 선발로 기용됐지만 2타석 연속 삼진을 기록하여 경기 도중에 교체됐다. 다음날 경기에서도 2타석 무안타를 비롯해 악송구에 의한 적시타 실책도 기록하는 등 부진에 시달리자 결국 4월 6일에 2군으로 내려갔다. 5월 3일에는 1군에 복귀했지만 겨우 4경기에 출전한 이후인 5월 8일에 시즌 두 번째로 2군에 내려갔는데 이 시점에서 타율(0.000)은 프로 데뷔 후 저조한 성적을 기록할 정도로 극도의 부진에 시달렸다.
2군에서는 뚜렷한 결과를 남기면서 6월 하순에는 1군에 복귀하자마자 타격면에서 개선의 조짐이 보이는 등 이후에는 주전 3루수로 활약했다. 9월 26일 소프트뱅크전(후쿠오카 야후오쿠! 돔)에서는 선제타가 된 시즌 9호 홈런(2점)을 날리는 등 팀 승리와 직결되는 활약을 보이는 모습이 늘어나면서 시즌 종반에는 5번 타자로 기용되는 경기에도 출전했다. 올스타 브레이크 이후에 한해서 타율 0.294, 7홈런, 11도루를 남겼고 특히 9월 이후로 타율 0.294(102타수 30안타), 3홈런, 8도루 등의 성적을 남겼다.< 타격면에서는 5번부터 9번까지 5개 타순에서 기용됐고 시즌 후반기에는 주로 6번 타자로 기용됐지만 5번 타자로서도 9경기에 기용됐다. 수비면에서는 3루수(58경기), 유격수(23경기)로 선발 기용됐다. 최종적으로는 85경기(이 가운데 선발 출전한 경기는 81경기)에 출전하여 타율 0.275, 9홈런, 32타점, 11도루를 기록했다. 특히 도루수는 데뷔 후 첫 두 자릿수를 기록했는데 본인 말로는 “2016년이나 그 전년도에 비해 자신감이 생기면서 실제로는 (숫자적으로도)많이 달렸다고 생각하니까 이 감각을 차후에도 살려나가고 싶다”라고 발언하여 언론의 주목을 받게 된 시즌을 보냈다. 또한 타격면에서도 2017년 시즌 후반부터는 후쿠우라 가즈야의 조언을 계기로 “타격 자체는 바꾸지 않았지만 ‘빨리 (자세를)취하고 천천히 뻗는다’는 의식으로 타이밍을 잡는 방법을 변화시켰다”는 것으로 ‘막혀 버려도 확실히 휘두른다’라는 타격이 가능하게 되면서 기회를 잡는 것이 가능했다고 한다. 시즌 종료 후인 10월 12일에는 제1회 아시아 프로야구 챔피언십 일본 대표팀 선수로 발탁됐다. 11월 29일에는 연봉 3,500만 엔(300만 엔 상승, 추정치)으로 재계약을 맺었다.
시즌 오프에 감독은 이토 쓰토무에서 이구치 다다히토로 교체됐는데 이구치는 취임하자마자 나카무라를 2루수, 스즈키 다이치를 3루수로 변경한다는 입장을 밝혔고 나카무라도 “2루수는 가장 해보고 싶었던 포지션이었고 대학 시절에도 경험했다. 어떻게든 주전 2루수라는 포지션을 차지하여 신뢰받는 선수가 되고 싶다”라고 말하여 전향적인 자세를 보였다.

#### 2018년
‘기대되는 젊은 선수’로서의 위치에 있었던 전년도까지 3시즌과는 달리 ‘절대적인 주전’으로서의 지위를 부여하여 맞이한 시즌이 됐다. 그해 시즌부터 이구치가 팀의 감독을 맡게 됐지만 나카무라 본인에게 있어서는 이구치를 대학 시절부터 ‘동경하는 존재’임과 동시에 이구치 감독이 팀 재건의 구상으로서 자신을 중심 선수의 한 사람으로 자리 매김을 한 것에 대해 ‘의기로 느끼고, 하지 않으면 안 된다’로서 마음의 변화가 생긴 것 등에서 “30홈런, 30도루를 목표로 할 수 있다”라고 천명하는 등 시즌의 유력한 후보로 꼽히게 됐다. 나카무라 본인도 ‘3할, 30도루’를 달성하겠다는 목표를 내세워 스프링 캠프에 합류했다. 스프링 캠프와 시범 경기 내내 좋은 모습을 보인 상태에서 맞이한 3월 30일 개막전(대 라쿠텐전, ZOZO 마린 스타디움)에서는 3번 타자 겸 2루수로 선발 출전했다. 이 경기에서는 3안타 1타점의 맹활약을 보였고 다음날 31일 역시 라쿠텐전에서는 두 번째 타석에서 시즌 1호 홈런을 날렸는데 나카무라는 이 때의 상황에 대해 “어려운 곳을 확실하게 흘려 보내고 있었다. 투수의 릴리스 시에 확실히 발을 들고 타이밍을 잡는 중에 타격을 할 수 있었다”라고 말했다.
최종적으로는 생애 처음으로 전 경기 출전 및 규정 타석에 도달한 것 외에도 리그 2위에 해당되는 39도루, 리그 1위의 수비율(0.993)을 기록했다. 또한 자신의 첫 골든 글러브상(2루수 부문)을 수상했다.

#### 2019년
3월 29일 개막전(대 라쿠텐전, ZOZO 마린 스타디움)에서 2년 연속이 되는 3번 타자 겸 2루수로서 선발 출전하여 2안타 1홈런 1타점의 활약을 보였다. 4월 5일 소프트뱅크전(야후오쿠! 돔)에서 2연타석 홈런을 날리는 등 3안타 맹타상의 활약을 보여주면서 개막 10경기에서 타율 0.361, 5홈런, 10타점, 6도루로 좋은 출발을 했다. 그러나 4월 21일 경기 직전에 배터리 코치 시미즈 마사우미가 노크한 뜬공을 쫓아 시미즈 코치와 충돌을 일으켜 지바현 나라시노시의 병원에서 안면 좌창이라는 진단을 받고 왼쪽 눈의 아랫 부분을 10바늘이나 꿰매는 수술을 받았다. 구단 수뇌진의 판단으로 선발에서 제외돼 2017년부터 계속된 연속 풀이닝 출장은 188경기에서 멈췄다. 같은 날 경기에서는 8회에 대타로 출전했지만 헛스윙 삼진으로 물러났다. 이후로는 부진이 계속되자, 5월 6일에는 타순이 6번으로 내려갔고 가쿠나카 가쓰야나 기요타 이쿠히로에게 3번 타자의 자리를 양보하는 모양새로 5월 21일에는 선발에서 제외됐다. 6월에는 월간 타율 0.301로 컨디션을 되찾았지만 그 외의 달은 0.250 이하가 되면서 결국엔 타율 0.232로 시즌을 마쳤다. 하지만 자신의 최다인 17홈런과 59타점을 기록하며 팀에서는 유일하게 전 경기 출전도 달성했다.

#### 2020년
6월 19일에 열린 소프트뱅크와의 개막전(후쿠오카 PayPay 돔)에 6번 타자 겸 2루수로 출전하여 5년 연속 개막전 선발 출전을 이뤘다. 개막 3경기째인 6월 21일 소프트뱅크전(후쿠오카 PayPay 돔)에서 2회초에 니호 아키라로부터 머리 부분에 사구를 받았다. 6월 13일에 열린 세이부와의 연습 경기(메트라이프 돔)에서도 마쓰모토 와타루로부터 머리 부분에 사구를 받았으며, 9일 동안 두 차례나 머리 부분에 사구를 맞는 불미스런 상황이 벌어졌다. 하지만 부상을 입는 와중에도 다음 경기인 6월 23일 오릭스전(ZOZO 마린 스타디움)에 선발 출전하여 6회말에 좌측 관중석을 넘기는 동점 홈런을 쳤다. 더 나아가 6월 25일 오릭스전에서는 첫회에 신인 무라니시 료타로부터 자신의 첫 만루 홈런을 쳐내며 팀 승리에 기여했다. 이 승리를 계기로 팀은 4년 만에 5연승을 달리며 1,530일 만에 리그 단독 선두에 올랐다. 8월에는 월간 타율 0.326으로 상승세를 탔지만 9월 이후에는 0.211로 부진했다. 최종적으로 리그 18위에 해당되는 타율 0.249, 리그 15위인 105안타를 기록했다. 이 둘은 모두 팀내 1위를 차지했고 3년 연속 전 경기 출전도 기록했다. 11월 14일부터 열린 소프트뱅크와의 클라이맥스 시리즈에서는 2경기 모두 6번 타자 겸 2루수로 출전해 2경기에서 8타수 2안타, 1타점, 타율 0.250을 기록했는데도 팀은 탈락했다. 시즌 종료 후인 12월 26일에는 500만 엔이 삭감된 연봉 6,700만 엔으로 서명하고(금액은 추정치) 이듬해부터 팀의 주장으로 발탁됐다고 구단측이 공식 발표했다.

#### 2021년

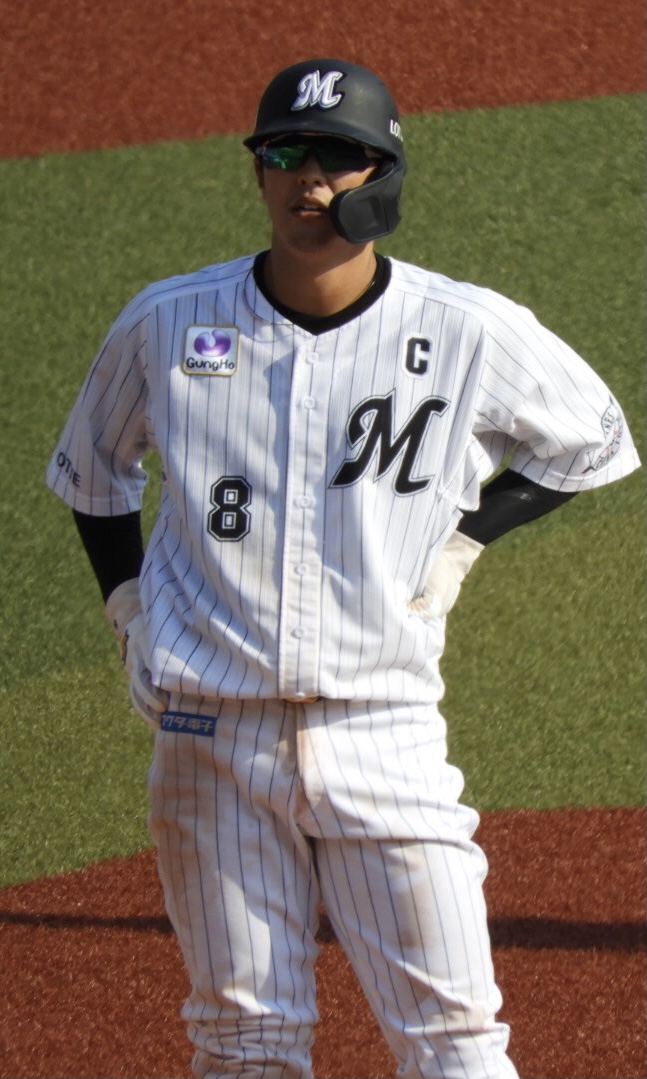
처음으로 주장 마크를 단 나카무라 쇼고(2021년)

3월 26일에 열린 소프트뱅크와의 개막전(후쿠오카 PayPay 돔)에 6번 타자 겸 2루수로 출전해 6년 연속 개막전 선발 출전을 이뤘다. 개막 3경기째 이후에는 3번 타자 겸 2루수로 자리잡았다. 4월 2일에 열린 닛폰햄전(삿포로 돔)에서는 6타수 4안타 3득점이라는 좋은 성적을 거뒀고 다음 날인 3일 닛폰햄전에서도 5타수 3안타 3득점으로 이틀 연속 맹타상을 기록했다. 올스타전에서는 자신의 두 번째인 감독 추천으로 선출됐다. 9월 15일 소프트뱅크전(후쿠오카 PayPay 돔)에서 카터 스튜어트로부터 중전 적시타를 때려내, 33경기를 남겨두고 자신의 커리어 하이가 되는 60타점에 도달했다. 시즌을 마치면서 타율은 자신의 최고인 0.284에는 1리에 미치지 못했지만 득점권 타율에서는 0.297, 67타점, 76볼넷으로 자신의 최고 성적을 남기며 팀에 기여했다. 볼넷에 관해서는 팀내 1위로 시즌을 마쳤고 4년 연속 전 경기 출장과 2년 연속 전 경기 선발 출전도 기록했다. 또한 2루수에서의 수비율은 0.987로 높은 수치를 나타내며 도호쿠 라쿠텐 골든이글스의 아사무라 히데토와 35표 차이로 크게 벌어져 3년 만에 통산 두 번째인 골든 글러브상을 수상했다. 지바 롯데의 2루수가 혼자서 여러 차례 수상한 사례는 구단에선 최초이다. NPB AWARDS에서는 프로 7년차에 처음으로 베스트 나인(2루수 부문)을 수상했다. 계약 갱신에서는 4,000만 엔이 상승한 1억 엔을 돌파하여 추정 연봉 1억 1,000만 엔에 서명했다. 이듬해에도 주장을 계속 맡기로 공식 발표했다.

#### 2022년
3월 25일 열린 라쿠텐와의 개막전(라쿠텐 세이메이 파크 미야기)에 3번 타자 겸 2루수로 출전하여 7년 연속으로 개막전에 선발 출전하게 됐다. 6회 1사 만루 상황에 노리모토 다카히로를 상대로 배트를 부러뜨리며 좌전 2점 적시타를 쳐서 12구단 중 첫 번째가 되는 적시타를 기록했다. 4월 3일에는 3월 31일에 미키 료와 가키누마 도모야가 코로나19 확진 판정을 받은 것에 따라 2일에 감염 여부를 조사하는 PCR 검사에서 양성 판정을 받았다. 특례 2022로 출전 선수 등록이 말소됐다. 이로써 2017년 6월 28일부터 계속되던 연속 경기 출전 기록이 630경기에서 멈췄다. 6월 1일, 도쿄 야쿠르트 스왈로스전에서 데뷔 첫 4번 타자로 선발 출전하여 2회초에 하라 주리로부터 좌측 관중석을 넘기는 홈런을 때려내 역대 22번째로 전타순 홈런을 달성했다. 7월 18일 소프트뱅크전에서는 3회말에 중견수 희생 플라이, 19일 세이부전에서는 7회말에 좌월 3점 홈런, 20일 세이부전에서는 5회말에 좌측 2루타 2점 적시타를 쳐내는 등 자신의 첫 3경기 연속으로 수훈 선수로 선정됐다. 9월 14일 닛폰햄전에서 6회말에 가와노 류세이(투수), 시미즈 유시(포수)의 배터리로부터 2루로 도루를 성공하여 통산 100도루를 달성했다. 11월 4일에는 그해 4월에 취득했던 국내 FA권을 행사하지 않고 팀에 잔류하는 것으로 합의했다고 공식 발표했다. 같은 달 19일에는 계약 갱신에 임하면서 새롭게 4년 계약을 맺었다고 밝혔다(연봉은 비공개).

#### 2023년
3월 31일에 열린 소프트뱅크와의 개막전(후쿠오카 PayPay 돔)에 2번 타자 겸 2루수로 출전하여 8년 연속으로 개막전에 선발 출전하게 됐다. 4월 11일 세이부전에서 3번 타자 겸 2루수로 선발 출전해 일본 프로 야구 역대 519번째인 통산 1000경기 출전을 달성했다. 8월 22일 소프트뱅크전에서는 3회말에 역전 솔로 홈런을 터뜨려 처음으로 2년 연속 두 자릿수 홈런을 기록했다. 시즌 타율은 0.220을 기록하여 규정 타석에 도달한 타자 중에서는 리그 최저 기록이 됐다. 또한 2루수로서 골든 글러브상을 수상했다.

#### 2024년
요시이 마사토 감독으로부터 ‘신체의 부담을 줄이고 타격에 집중하라’는 설명을 듣고 3루수로 배치 전환됐다. 개막 이후 22경기 연속으로 선발 출전을 계속하고 있었지만 타율 0.184, 0홈런, 3타점으로 부진이 계속됐다.

## 플레이 스타일

### 타격
프로 입단 초기에는 ‘좌우 넓은 범위로 칠 수 있는 기술을 가진 타자’라는 평가를 받았다. 좌완 투수와 상대할 때 대처가 뛰어나다는 경향이 짙어졌는데 데뷔 후 3시즌에서 좌완 투수 상대할 시의 OPS는 ‘0.660(대 우완 투수 0.592)→0.699(대 우완 투수 0.548)→0.920(대 우완 투수 0.731)’이라는 높은 수치를 나타낸 적이 있었다. 특히 2017년 시즌에서 좌완 투수 상대할 시의 OPS는 리그 5위에 해당될 정도의 높은 수준이었다. 또한 프로 입단 후 몇 시즌 동안 삼진 개수에 비해 볼넷이 적어 볼에 대한 스윙률이 높은 경향을 보였다(이른바 프리 스윙어의 경향이 강했다). 삼진율은 입단 후부터 23.1%(2015년), 21.5%(2016년), 20.2%(2017년), 볼넷률은 5.0%(2015년), 8.0%(2016년), 6.4%(2017년), 볼에 대한 스윙률은 40.7%(2015년), 39.0%(2016년), 33.9%(2017년)의 추이를 나타냈다. 특히 볼에 대한 스윙률은 프로 데뷔 후 3년 연속으로 퍼시픽 리그에서 가장 저조한 5위 이내에 해당되는 수치를 남겼지만 2020년의 삼진율은 19.4%, 볼넷률은 10.4%를 기록하는 등 선구안은 최근들어 개선되고 있다.

### 수비·주루

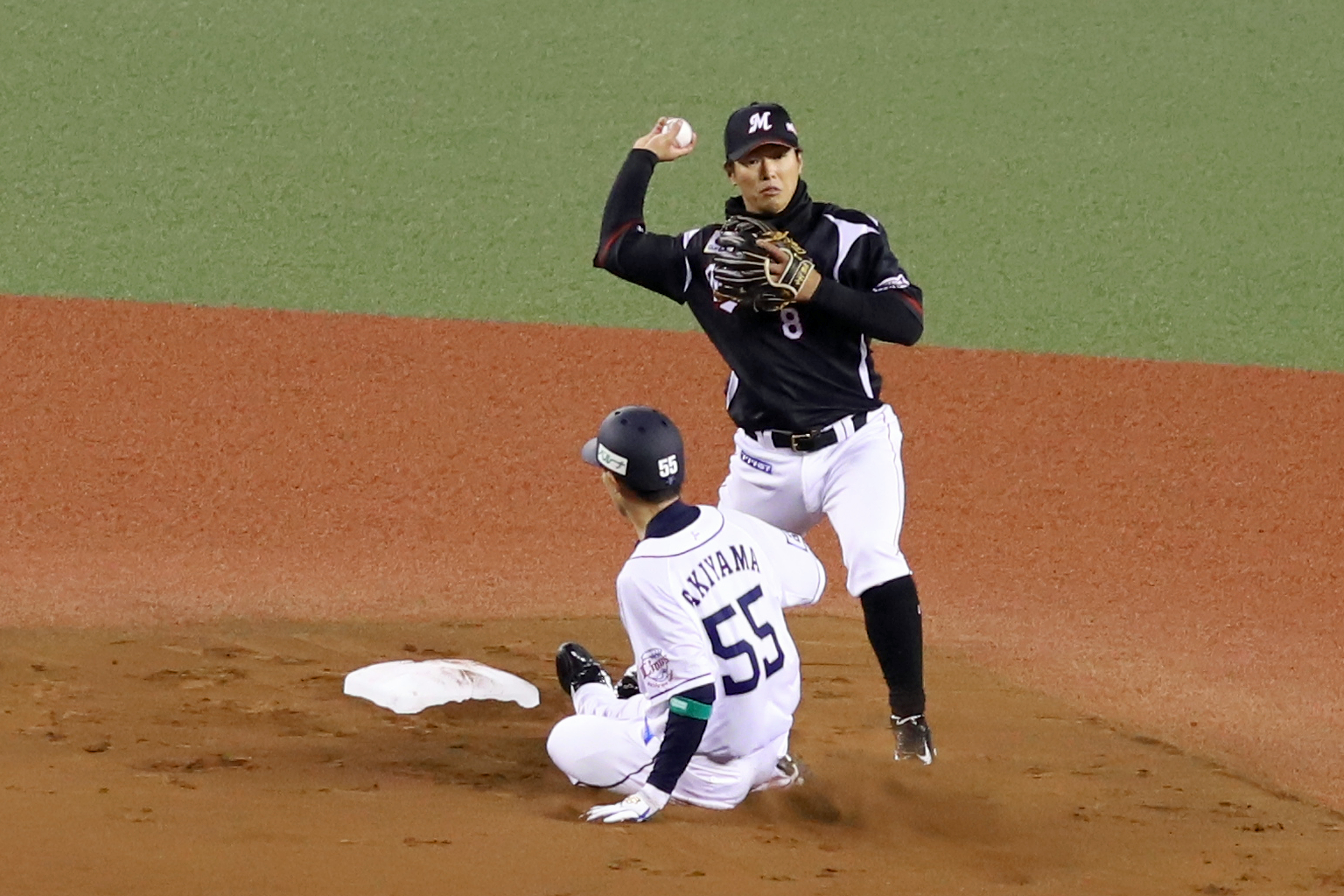
수비 중인 나카무라(2019년)

멀리 던지기 115미터를 기록했고 50m 달리기는 6초 대에 주파했다. 커리어 하이인 39도루를 포함한 두 자릿수 도루를 4차례 기록한 적이 있다.
2루수로서의 수비력도 높아 2018년, 2021년, 2023년에 골든 글러브상을 수상했다. 데이터 분석 전문가들이 투표하여 수비력을 평가하는 DELTA FIELDING AWARDS에서도 2루수 부문에 4년 연속 리그 2위 이내에 드는 등 견실하면서도 수비 범위가 넓은 수비력이 있다.
3루수로 기용되는 경우도 있는데 2016년에는 3루수로서의 UZR이 ‘8.0’(리그 2위), 2017년에는 역시 3루수로서의 UZR이 ‘6.5’(리그 1위)였다.

## 에피소드
- 쇼고의 아버지도 덴리 고등학교 야구부 출신이며 2학년 때 하계 고시엔 전국 대회(제62회 전국 고등학교 야구 선수권 대회)에서 3번 타자 겸 좌익수로 출전했다. 또한 그 때 쇼고가 프로에 입문할 당시의 지바 롯데 감독인 이토 쓰토무와 맞대결한 경험이 있다.[8][3][80][84] 그 후 덴덴 긴키(현: NTT 서일본)에서 야구를 계속했다.[3] 쇼고가 초등학생 때부터 연습을 같이하면서 조언을 보냈다.[85]

- 동급생 중에서 의식하고 있는 선수는 야마다 데쓰토이며, 초등학생 때는 효고현내의 같은 리그에서 활약한 경험이 있었고 고시엔에서도 상대한 경험이 있다.

- 와세다 대학 시절부터 이구치 다다히토를 ‘동경하는 선수이자 목표로 하는 선수’로 꼽았지만 프로에서의 드래프트 지명을 지바 롯데에서 있었다는 이유로 프로에서는 팀 동료, 그리고 소속 팀의 사제 관계로 발전했다.[39][40][46][86] 이구치를 목표로 삼게 된 것은 대학 2학년 때인 봄에 2루수로 수비 위치가 정해졌을 때 자신과 같은 ‘호타준족의 우타자’에서 본보기가 될 수 있는 존재로 누군가를 이미지로 삼았을 때 가장 떠오른 사람은 이구치였기 때문이라고 한다.[40] 또한 “(현역 시절의 이구치와 같은)역방향에도 가장 강력한 타구를 칠 수 있는 타자”를 이상적인 선수로 생각하고 있다고 한다.[39]

- 프로 입단 초에는 ‘가장 평범한 드래프트 1순위 지명 선수’라고 불리고 있었지만 본인은 2015년 춘계 스프링 캠프 때 “이상은 중거리 타자다. 율(타율)도 남길 수 있고, 발도 사용하면…. 실력으로 주목받을 수 있으면(하고 생각합니다)”이라고 말했다.[87]

- 대학 시절부터 만화는 읽지 않고, 게임도 안 하고, 쉬는 날이면 쇼핑을 위해 외출을 삼가고, 피로를 풀기 위해 애쓰는 ‘야구 벌레’(野球の虫)라고 한다.[86] 또한 술도 못 마시는 편이다.[86] 성실한 성격의 소유자로 취미로는 ‘인간관찰’(人間観察)을 꼽았다.[38] 좋아하는 음식은 고기인데, 그중에서도 말고기를 좋아한다.

- 2020년에 일반인 여성과 결혼했다고 2021년 계약 갱신 후에 발표했다.[88]

## 상세 정보

### 출신 학교
- 덴리 고등학교
- 와세다 대학

### 선수 경력
- 지바 롯데 마린스(2015년 ~ )

국가 대표 경력
- 2017년 아시아 프로야구 챔피언십 일본 대표

### 수상·타이틀 경력
- 베스트 나인 : 1회(2021년) ※2루수 부문
- 골든 글러브상 : 3회(2018년, 2021년, 2023년) ※2루수 부문
- 제트 스타 슈퍼 스타상(2018년)

### 개인 기록

#### 첫 기록
- 첫 출장 : 2015년 3월 29일, 대 후쿠오카 소프트뱅크 호크스 3차전(후쿠오카 야후오쿠! 돔), 8회초에 볼넷으로 출루한 네모토 슌이치의 대주자로서 출장
- 첫 타석 : 2015년 4월 2일, 대 홋카이도 닛폰햄 파이터스 3차전(QVC 마린필드), 8회말에 스즈키 다이치의 대타로서 출장, 미야니시 나오키로부터 헛스윙 삼진
- 첫 선발 출장 : 2015년 4월 8일, 대 오릭스 버펄로스 2차전(교세라 돔 오사카), 9번·2루수로서 선발 출장
- 첫 안타 : 상동, 5회초에 마쓰바 다카히로로부터 좌전 안타
- 첫 타점 : 2015년 4월 12일, 대 사이타마 세이부 라이온스 3차전(세이부 프린스 돔), 8회초에 이와오 도시히로로부터 중전 적시타
- 첫 홈런 : 2015년 4월 30일, 대 사이타마 세이부 라이온스 5차전(QVC 마린필드), 1회말에 웨이드 르블랑으로부터 우월 선두 타자 홈런 ※신인으로서는 구단 사상 최초
- 첫 도루 : 2015년 5월 20일, 대 사이타마 세이부 라이온스 10차전(세이부 프린스 돔), 8회초에 2루 안착(투수: 오카모토 아쓰시, 포수: 스미타니 긴지로)[89]

#### 기록 달성 경력
- 통산 1000경기 출장 : 2023년 4월 11일, 대 사이타마 세이부 라이온스 1차전(베루나 돔), 3번·2루수로 선발 출장 ※역대 519번째[90]
- 통산 1000안타 : 2024년 6월 25일, 대 도호쿠 라쿠텐 골든이글스 10차전(ZOZO 마린 스타디움), 3회말에 우치 세이류로부터 우중간 적시 2루타 ※역대 319번째[91]

#### 기타
- 시즌 몸에 맞는 공 20개 이상으로 전 경기 풀이닝 출장(2018년) ※일본 프로 야구 기록[92]
- 시즌 몸에 맞는 공 : 22개(2018년) ※구단 기록[92]
- 전 타순 홈런 : 2022년 6월 1일, 대 도쿄 야쿠르트 스왈로스 2차전(메이지 진구 야구장), 4번 타자로 선발 출장, 2회초에 하라 주리로부터 좌월 솔로 홈런 ※역대 15번째[93]
- 올스타전 출장 : 2회(2018년, 2021년)

### 등번호
- 23(2015년 ~ 2016년)
- 8(2017년[94] ~ )

### 연도별 타격 성적
| 연 도      | 소 속      | 경 기 | 타 석 | 타 수 | 득 점 | 안 타 | 2 루 타 | 3 루 타 | 홈 런 | 루 타 | 타 점 | 도 루 | 도 루 자 | 희 생 번 | 희 생 플 | 볼 넷 | 고 4 | 사 구 | 삼 진 | 병 살 타 | 타 율 | 출 루 율 | 장 타 율 | O P S |
| ---------- | ---------- | ----- | ----- | ----- | ----- | ----- | ------- | ------- | ----- | ----- | ----- | ----- | -------- | -------- | -------- | ----- | ---- | ----- | ----- | -------- | ----- | -------- | -------- | ----- |
| 2015년     | 지바 롯데  | 111   | 299   | 269   | 43    | 62    | 4       | 4       | 5     | 89    | 21    | 4     | 4        | 9        | 2        | 15    | 0    | 4     | 69    | 4        | .230  | .279     | .331     | .610  |
| 2016년     | 지바 롯데  | 108   | 325   | 278   | 37    | 56    | 10      | 1       | 6     | 86    | 25    | 4     | 4        | 14       | 1        | 26    | 0    | 6     | 70    | 0        | .201  | .283     | .309     | .592  |
| 2017년     | 지바 롯데  | 85    | 312   | 280   | 32    | 77    | 13      | 2       | 9     | 121   | 32    | 11    | 3        | 5        | 1        | 20    | 1    | 6     | 63    | 5        | .275  | .336     | .432     | .768  |
| 2018년     | 지바 롯데  | 143   | 639   | 552   | 82    | 157   | 30      | 3       | 8     | 217   | 57    | 39    | 15       | 0        | 5        | 60    | 2    | 22    | 94    | 11       | .284  | .374     | .393     | .767  |
| 2019년     | 지바 롯데  | 143   | 586   | 512   | 68    | 119   | 22      | 0       | 17    | 192   | 59    | 12    | 6        | 6        | 3        | 53    | 2    | 12    | 96    | 10       | .232  | .317     | .375     | .692  |
| 2020년     | 지바 롯데  | 120   | 499   | 422   | 57    | 105   | 25      | 0       | 8     | 154   | 49    | 6     | 3        | 15       | 2        | 52    | 1    | 8     | 97    | 6        | .249  | .341     | .365     | .706  |
| 2021년     | 지바 롯데  | 143   | 615   | 506   | 78    | 143   | 36      | 2       | 9     | 210   | 67    | 12    | 7        | 15       | 8        | 76    | 1    | 10    | 90    | 8        | .283  | .382     | .415     | .797  |
| 2022년     | 지바 롯데  | 138   | 596   | 498   | 52    | 128   | 31      | 0       | 12    | 195   | 68    | 15    | 6        | 9        | 9        | 70    | 3    | 10    | 86    | 13       | .257  | .354     | .392     | .746  |
| 2023년     | 지바 롯데  | 137   | 584   | 508   | 61    | 112   | 23      | 0       | 11    | 168   | 48    | 3     | 1        | 13       | 4        | 52    | 2    | 7     | 89    | 20       | .220  | .299     | .331     | .630  |
| 통산 : 9년 | 통산 : 9년 | 1128  | 4455  | 3825  | 510   | 959   | 194     | 12      | 85    | 1432  | 426   | 106   | 49       | 86       | 35       | 424   | 11   | 85    | 754   | 77       | .251  | .336     | .374     | .710  |

- 2023년 시즌 종료 기준.
- 굵은 글씨는 시즌 최고 성적.

### 연도별 수비 성적
| 연도 | 소속      | 2루   | 2루   | 2루   | 2루   | 2루   | 2루      | 3루   | 3루   | 3루   | 3루   | 3루   | 3루      | 유격  | 유격  | 유격  | 유격  | 유격  | 유격     | 외야  | 외야  | 외야  | 외야  | 외야  | 외야     |
| 연도 | 소속      | 경 기 | 척 살 | 보 살 | 실 책 | 병 살 | 수 비 율 | 경 기 | 척 살 | 보 살 | 실 책 | 병 살 | 수 비 율 | 경 기 | 척 살 | 보 살 | 실 책 | 병 살 | 수 비 율 | 경 기 | 척 살 | 보 살 | 실 책 | 병 살 | 수 비 율 |
| ---- | --------- | ----- | ----- | ----- | ----- | ----- | -------- | ----- | ----- | ----- | ----- | ----- | -------- | ----- | ----- | ----- | ----- | ----- | -------- | ----- | ----- | ----- | ----- | ----- | -------- |
| 2015 | 지바 롯데 | 30    | 32    | 68    | 0     | 5     | 1.000    | 57    | 25    | 83    | 5     | 6     | .956     | 5     | 1     | 7     | 0     | 2     | 1.000    | 17    | 19    | 1     | 0     | 0     | 1.000    |
| 2016 | 지바 롯데 | 37    | 77    | 105   | 3     | 24    | .984     | 70    | 41    | 112   | 8     | 13    | .950     | -     | -     | -     | -     | -     | -        | -     | -     | -     | -     | -     | -        |
| 2017 | 지바 롯데 | -     | -     | -     | -     | -     | -        | 69    | 42    | 102   | 6     | 8     | .960     | 27    | 37    | 51    | 6     | 9     | .936     | -     | -     | -     | -     | -     | -        |
| 2018 | 지바 롯데 | 143   | 329   | 486   | 6     | 89    | .993     | -     | -     | -     | -     | -     | -        | -     | -     | -     | -     | -     | -        | -     | -     | -     | -     | -     | -        |
| 2019 | 지바 롯데 | 140   | 299   | 438   | 9     | 86    | .988     | -     | -     | -     | -     | -     | -        | -     | -     | -     | -     | -     | -        | -     | -     | -     | -     | -     | -        |
| 2020 | 지바 롯데 | 120   | 261   | 347   | 9     | 60    | .985     | -     | -     | -     | -     | -     | -        | -     | -     | -     | -     | -     | -        | -     | -     | -     | -     | -     | -        |
| 2021 | 지바 롯데 | 143   | 273   | 414   | 9     | 76    | .987     | -     | -     | -     | -     | -     | -        | -     | -     | -     | -     | -     | -        | -     | -     | -     | -     | -     | -        |
| 2022 | 지바 롯데 | 136   | 266   | 402   | 9     | 72    | .987     | -     | -     | -     | -     | -     | -        | -     | -     | -     | -     | -     | -        | -     | -     | -     | -     | -     | -        |
| 2023 | 지바 롯데 | 133   | 248   | 405   | 6     | 92    | .991     | -     | -     | -     | -     | -     | -        | -     | -     | -     | -     | -     | -        | -     | -     | -     | -     | -     | -        |
| 통산 | 통산      | 882   | 1785  | 2664  | 51    | 504   | .989     | 196   | 108   | 297   | 19    | 27    | .955     | 32    | 38    | 58    | 6     | 11    | .941     | 17    | 19    | 1     | 0     | 0     | 1.000    |

- 2023년 시즌 종료 기준.
- 굵은 글씨는 시즌 최고 성적.
- 연도 항목에서 굵은 글씨는 골든 글러브상 수상 연도.

### 주해
1. ↑  양일 모두 두부 타박상 진단을 받았다.[58][59]

### 출전
1. ↑  “ロッテ - 契約更改 - プロ野球”. 닛칸 스포츠. 2023년 11월 28일에 확인함.
2. 1 2  ロッテ・ドラ1中村、2位田中に負けない - 닛칸 스포츠, 2014년 11월 11일
3. 1 2 3 4 5  “父は甲子園で伊東監督と対戦　ドラ1中村　親子2代の夢かなえた”. 《스포츠 닛폰》. 2015년 1월 13일. 2024년 6월 7일에 확인함.
4. ↑  第91回高校野球選手権　8月11日第3試合結果 보관됨 2015-01-18 - 웨이백 머신 - 스포츠 닛폰
5. ↑  第91回高校野球選手権　8月17日第2試合結果 보관됨 2015-01-18 - 웨이백 머신 - 스포츠 닛폰
6. ↑  第82回選抜高校野球　3月21日第1試合 보관됨 2015-01-18 - 웨이백 머신 - 스포츠 닛폰
7. ↑  第92回高校野球選手権　8月12日第3試合結果 보관됨 2015-01-18 - 웨이백 머신 - 스포츠 닛폰
8. 1 2 3  《야큐타로》 No.013, 고사이도 출판, p.103
9. 1 2 3  “【ロッテ１位】中村奨吾　大学ナンバーワン野手　強打＆守備も売り”. 《스포츠 닛폰》. 2014년 10월 23일. 2024년 6월 7일에 확인함.
10. ↑  대학 일본 대표팀 명단 보관됨 2014-07-02 - 웨이백 머신 - 전일본 대학 야구 연맹 홈페이지
11. ↑  제39회 미일 대학 야구 선수권 대회 - 2013년 7월 10일 경기 결과 - 전일본 대학 야구 연맹 홈페이지
12. ↑  제39회 미일 대학 야구 선수권 대회 - 2013년 7월 11일 경기 결과 - 전일본 대학 야구 연맹 홈페이지
13. ↑  中村が主将に就任！来季陣容が発表 보관됨 2015-01-18 - 웨이백 머신 - 와세다 스포츠 신문회, 2013년 11월 11일
14. ↑  大学野球日本代表　米国・オランダ遠征 보관됨 2015-03-02 - 웨이백 머신 - 도쿄 6대학 야구 연맹 홈페이지
15. ↑  제27회 하를럼 베이스볼 위크 - 야구 일본 대표 사무라이 재팬 홈페이지
16. ↑  도쿄 6대학 야구 리그전 베스트 나인 연도별 수상자 - 도쿄 6대학 야구 연맹 홈페이지
17. ↑  “2014年ドラフト会議 中村奨吾選手を1位指名”. 《지바 롯데 마린스》. 2014년 10월 23일. 2024년 6월 7일에 확인함.
18. ↑  “ロッテ　ドラ１中村　新人王と同じ会場で契約”. 《스포츠 닛폰》. 2014년 11월 29일. 2024년 6월 7일에 확인함.
19. ↑  “新入団選手発表会を開催!!背番号も発表!!”. 《지바 롯데 마린스》. 2014년 12월 11일. 2024년 6월 7일에 확인함.
20. ↑  “【野球の虫　頑張れルーキー】開幕１軍、代走で出場　準備怠らず”. 《産経ニュース》. 2015년 4월 3일. 2024년 6월 7일에 확인함.
21. ↑  登録・抹消情報 開幕一軍メンバー発表!! 보관됨 2015-09-04 - 웨이백 머신 - 지바 롯데 마린스 공식 홈페이지, 2015년 3월 25일
22. ↑  2015年3月29日 福岡ソフトバンク 対 千葉ロッテ 成績詳細 보관됨 2015-08-16 - 웨이백 머신 - 지바 롯데 마린스 공식 홈페이지
23. ↑  4月2日(木) ロッテ vs 日本ハム ～QVCマリン～ 보관됨 2016-03-05 - 웨이백 머신 - 익사이트 베이스볼: 프로 야구 속보
24. ↑  “ロッテ中村がプロ初安打「チームの勝利に貢献」”. 《닛칸 스포츠》. 2015년 4월 8일. 2024년 6월 7일에 확인함.
25. ↑  2015年4月8日 オリックス 対 千葉ロッテ 成績詳細 보관됨 2016-03-04 - 웨이백 머신 - 지바 롯데 마린스 공식 홈페이지
26. ↑  2015年4月12日 埼玉西武 対 千葉ロッテ 成績詳細 보관됨 2016-03-05 - 웨이백 머신 - 지바 롯데 마린스 공식 홈페이지
27. ↑  2015年4月30日 千葉ロッテ 対 埼玉西武 成績詳細 보관됨 2016-11-26 - 웨이백 머신 - 지바 롯데 마린스 공식 홈페이지
28. ↑  “ロッテ　ドラ１中村プロ１号は先頭打者弾「しっかり振り切れた」”. 《스포츠 닛폰》. 2015년 4월 30일. 2024년 6월 7일에 확인함.
29. ↑  “ロッテドラ１中村プロ１号先頭打者弾「初めてです」”. 《닛칸 스포츠》. 2015년 4월 30일. 2024년 6월 7일에 확인함.
30. 1 2 3 4  “ロッテ・中村奨吾、伝統の「８」を背に あこがれのショート狙う覚悟の３年目”. 《スポーツナビ》. 2017년 2월 10일. 2020년 11월 21일에 확인함.
31. 1 2  “ミスターロッテだ中村「偉大な番号」来季背番８継ぐ”. 닛칸 스포츠. 2018년 4월 6일에 확인함.
32. ↑  “中村奨吾が”ミスターロッテ”の背番号「8」を継承”. BASEBALL KING. 2017년 2월 11일에 원본 문서에서 보존된 문서. 2017년 2월 8일에 확인함.
33. ↑  “ロッテ伊東監督「意外と面白い」ドラ５有吉の制球◎”. 닛칸 스포츠. 2017년 2월 8일에 확인함.
34. ↑  “ロッテ伊東監督が明言、キャンプ強化指定選手は「中村、加藤、田村、吉田」”. Full-Count. 2017년 2월 8일에 확인함.
35. ↑  “ロッテ伊東監督あえて厳しく　開幕遊撃中村を即２軍”. 닛칸 스포츠. 2018년 4월 6일에 확인함.
36. ↑  “最下位ロッテが１、２軍入れ替え　藤岡、中村ら降格”. 닛칸 스포츠. 2018년 4월 6일에 확인함.
37. ↑  “【ロッテ】中村、先輩の和田から先制９号”. 스포츠 호치. 2018년 4월 6일에 원본 문서에서 보존된 문서. 2018년 4월 6일에 확인함.
38. 1 2 3 4 5  《2018 프로 야구 올 사진 선수 명감》, p.99, p.226-228
39. 1 2 3 4 5 6  “30本、30盗塁も夢じゃない！　ロッテ中村奨吾を覚醒させた2人の師。”. Number Web. 2018년 4월 6일에 원본 문서에서 보존된 문서. 2018년 4월 6일에 확인함.
40. 1 2 3 4  “野球という仕事　中村奨吾が追い続けた井口資仁の背中”. 스포츠 닛폰. 2018년 4월 6일에 확인함.
41. ↑  “大会出場メンバー25名を発表 3監督が記者会見で意気込みを語る | トップ | 会見レポート”. 《野球日本代表 侍ジャパンオフィシャルサイト》. 2017년 10월 12일. 2024년 5월 21일에 확인함.
42. ↑  “ロッテ中村300万増「１年間出て、勝負しないと」”. 닛칸 스포츠. 2018년 4월 6일에 확인함.
43. ↑  “井口ロッテ改革第１弾「大地は三塁。奨吾は二塁で」”. 닛칸 스포츠. 2018년 4월 6일에 확인함.
44. ↑  “ロッテ中村、二塁コンバートを歓迎「感覚を早く戻して、自分のものに」”. Full-Count. 2018년 4월 6일에 확인함.
45. 1 2  “【千葉魂】定位置奪取へ「変わろう」　好調維持の４年目、中村”. 지바 일보. 2018년 4월 6일에 원본 문서에서 보존된 문서. 2018년 4월 6일에 확인함.
46. 1 2  “「憧れすぎた」井口と過ごす日々　ロッテ3年目内野手に残された僅かな時間”. Full-Count. 2018년 4월 6일에 확인함.
47. ↑  “【ロッテ】中村、２戦連続Ｖ弾！井口監督３０発３０盗塁期待”. 스포츠 호치. 2018년 4월 6일에 원본 문서에서 보존된 문서. 2018년 4월 6일에 확인함.
48. ↑  “ロッテ中村が2安打3四球と全打席出塁　「細かいところを修正した」”. Full-Count. 2018년 4월 6일에 확인함.
49. ↑  “新生ロッテを牽引する新3番打者・中村　「厳しいところをしっかり見逃せている」”. Full-Count. 2018년 4월 6일에 확인함.
50. ↑  “中村選手が「三井ゴールデン・グラブ賞」を初受賞!!”. 《지바 롯데 마린스》. 2019년 3월 6일에 원본 문서에서 보존된 문서. 2019년 3월 3일에 확인함.
51. 1 2 3  “ロッテ・中村奨吾、今季1年を振り返り「迷惑をかけることが多かった」”. BASEBALL KING. 2019년 11월 3일. 2020년 11월 21일에 확인함.
52. ↑  “ロッテ中村奨吾　左目下を10針縫うアクシデント”. 《닛칸 스포츠》. 2019년 4월 21일. 2024년 5월 21일에 확인함.
53. ↑  “「勇者」の異名ロッテ中村10針けがも連続出場継続”. 《닛칸 스포츠》. 2019년 4월 21일. 2024년 5월 21일에 확인함.
54. ↑  “２番ＤＨ鈴木、７番右翼岡／６日ロッテスタメン”. 닛칸 스포츠. 2019년 5월 6일. 2020년 11월 21일에 확인함.
55. ↑  “ロッテ中村奨吾勝ち越し打、６番降格も「一本ずつ」”. 닛칸 스포츠. 2019년 5월 12일. 2020년 11월 21일에 확인함.
56. ↑  “ソフトバンク二保が危険球退場「本当に申し訳ない」”. 닛칸 스포츠. 2020년 6월 21일. 2020년 11월 20일에 확인함.
57. ↑  “西武松本航が危険球で退場　ロッテ中村奨に頭部死球”. 닛칸 스포츠. 2020년 6월 13일. 2020년 11월 20일에 확인함.
58. ↑  “ロッテ中村奨吾が頭部死球受け途中交代　打撲と診断”. 닛칸 스포츠. 2020년 6월 13일. 2020년 11월 20일에 확인함.
59. ↑  “ロッテ中村奨吾は頭部打撲、13日練習戦も頭部死球”. 닛칸 스포츠. 2020년 6월 21일. 2020년 11월 20일에 확인함.
60. 1 2  “ロッテ1530日ぶり単独首位！中村奨満弾で５連勝”. 닛칸 스포츠. 2020년 6월 25일. 2020년 11월 20일에 확인함.
61. ↑  “ロッテ中村奨吾ダウン提示も来季キャプテンに指名”. 닛칸 스포츠. 2020년 12월 26일. 2020년 12월 29일에 확인함.
62. ↑  “ロッテ中村奨吾110試合目で早くもキャリアハイ60打点に到達”. 닛칸 스포츠. 2021년 9월 15일. 2021년 9월 15일에 확인함.
63. ↑  “【ゴールデン・グラブ賞】ロッテ中村奨吾　守備つかなかったのは年間わずか”. 닛칸 스포츠. 2021년 12월 2일. 2021년 12월 2일에 확인함.
64. ↑  “ロッテ・中村奨が初のベストナイン「ずっと取りたいと思っていた」レアードも選出”. 데일리 스포츠. 2021년 12월 14일. 2021년 12월 14일에 확인함.
65. ↑  “ロッテ中村奨吾4000万増で１・１億円「よく頑張ってくれたと」”. 닛칸 스포츠. 2021년 12월 24일. 2021년 12월 25일에 확인함.
66. ↑  “ロッテ・中村奨 4000万増で初の大台に到達 1・1億で更改 来年FAも単年契約”. 데일리 스포츠. 2021년 12월 24일. 2022년 1월 3일에 확인함.
67. ↑  “ロッテ・中村奨が１２球団初適時打！レアードも続いて則本ＫＯ”. 데일리 스포츠. 2022년 3월 25일. 2022년 3월 26일에 확인함.
68. ↑  “【ロッテ】中村奨吾がコロナ陽性で登録抹消、特例2022対象　代替指名で池田来翔が１軍合流”. 닛칸 스포츠. 2022년 4월 3일. 2022년 4월 4일에 확인함.
69. ↑  “偶然と必然が織りなす「全打順本塁打」の味わい。ロッテ中村奨吾に続く達成者は？”. shueisha.co.jp. 2022년 6월 27일. 2023년 12월 5일에 확인함.
70. ↑  “【ロッテ】中村奨吾プロ通算100盗塁を達成　今季12個目、18年にはシーズン39盗塁を記録”. 닛칸 스포츠. 2022년 9월 14일. 2022년 9월 19일에 확인함.
71. ↑  “【ロッテ】中村奨吾　国内FA権行使せず来季残留を発表「このチームで優勝をしたいという思い」”. 닛칸 스포츠. 2022년 11월 4일. 2022년 11월 8일에 확인함.
72. ↑  “ロッテ・中村奨、４年契約で更改 ＦＡ取得で悩むも残留決断”. 《데일리 스포츠》. 2022년 11월 19일. 2024년 5월 21일에 확인함.
73. ↑  “ロッテ・中村奨吾、４年総額１０億円規模 「選手会で議論中」年俸公表せず 来季も主将続投”. 《サンスポ》. 2022년 11월 20일. 2022년 11월 24일에 확인함.
74. ↑  “【ロッテ】中村奨吾が通算1000試合出場、史上519人目　初回先制２ランで自ら祝福”. 닛칸 스포츠. 2023년 4월 11일. 2023년 4월 11일에 확인함.
75. ↑  “4/11(火)中村選手が通算1000試合出場達成”. 《지바 롯데 마린스》. 2023년 4월 11일. 2024년 5월 21일에 확인함.
76. ↑  “【野球】ロッテ・中村奨 三塁へのコンバート「キャリアハイ」でV導く”. 《데일리 스포츠》. 2024년 3월 29일. 2024년 6월 7일에 확인함.
77. ↑  “ロッテ、中村奨吾が今季初スタメン外れる 腰痛から復帰の安田尚憲が「5番・三塁」”. 《中日スポーツ・東京中日スポーツ》. 2024년 4월 27일. 2024년 6월 7일에 확인함.
78. ↑  “2014年ドラフト会議　指名選手紹介　ロッテ　指名選手一覧”. BASEBALL LAB. 2019년 3월 6일에 원본 문서에서 보존된 문서. 2018년 4월 6일에 확인함.
79. 1 2 3  《2016 프로 야구 올 사진 선수 명감》, p.50, p.223-225
80. 1 2 3 4  《2017 프로 야구 올 사진 선수 명감》, p.50, p.226-228
81. ↑  “野手の守備力をデータから分析し評価する “DELTA FIELDING AWARDS 2021”二塁手部門”. 《1.02》. 2021년 12월 20일. 2024년 6월 7일에 확인함.
82. ↑  《2017 프로 야구 올 사진 선수 명감》, p.50, p.230
83. ↑  《2018 프로 야구 올 사진 선수 명감》, p.99, p.230
84. ↑  【愛甲伝説】伊東「天理にいた〇〇」金村さんも太鼓判だった天理の強さ part② - YouTube
85. ↑  《야큐타로》 No.013, 고사이도 출판, p.104
86. 1 2 3  【野球の虫 がんばれルーキー】Ｄ１・中村奨吾選手　静かな闘志…充実　千葉 보관됨 2015-04-16 - 웨이백 머신 - 산케이 신문, 2015년 3월 17일
87. ↑  “ロッテ、最も地味なドラ１の魅力”. 아사히 신문. 2018년 4월 6일에 원본 문서에서 보존된 문서. 2018년 4월 6일에 확인함.
88. ↑  “ロッテ中村奨吾　昨年に一般女性と結婚明かす「落ち着いて野球できた」”. 닛칸 스포츠. 2021년 12월 24일에 확인함.
89. ↑  スコア詳細 西武 対 ロッテ - 닛칸 스포츠
90. ↑  “ロッテ・中村奨が1000試合出場達成　史上519人目　初回先制2ランで自ら祝砲”. 《스포츠 닛폰》. 2023년 4월 11일. 2023년 4월 11일에 확인함.
91. ↑  “【ロッテ】選手会長が節目の大台に到達　中村奨吾が史上319人目となる通算1000本安打を達成”. 《닛칸 스포츠》. 2024년 6월 25일. 2024년 6월 25일에 확인함.
92. 1 2  “【オンライン限定・受注販売】中村選手「デッドボール球団記録更新BRAVE MANTシャツ」発売!!”. 지바 롯데 마린스. 2018년 10월 21일. 2019년 3월 14일에 확인함.
93. ↑  “【データ】ロッテ中村奨吾、初のスタメン４番で１発！全打順本塁打達成　プロ野球22人目”. 《닛칸 스포츠》. 2022년 6월 1일. 2024년 4월 3일에 확인함.
94. ↑  “ロッテ　中村　チームの顔の背番号「８」に「期待されている　応えないと」”. 《スポニチアネックス》. 2016년 11월 25일. 2016년 11월 25일에 확인함.